# Старонаводницький проїзд
Старонаводни́цький проїзд — зникла вулиця, що існувала в Печерському районі міста Києва, місцевість Наводничі. Пролягала від Старонаводницької вулиці до Старонаводницького провулку.

## Історія
Вулиця виникла у 1-й чверті ХХ століття, ймовірно, як частина Старонаводницької вулиці. Згодом, ймовірно у 1950-ті роки — виокремлено у окрему вулицю. На початку 1980-х років у зв'язку із початком забудови т. зв. «Царського села» (комплексу житлових будинків покращеного планування для тодішніх високопосадовців) проїзд разом із існуючою забудовою було ліквідовано.